# Alain Krivine
Pour les articles homonymes, voir Famille Krivine.
 (mars 2022).
Si vous disposez d'ouvrages ou d'articles de référence ou si vous connaissez des sites web de qualité traitant du thème abordé ici, merci de compléter l'article en donnant les références utiles à sa vérifiabilité et en les liant à la section « Notes et références ».
Alain Krivine, né le 10 juillet 1941 à Paris et mort le 12 mars 2022 dans la même ville, est un homme politique français.
Figure emblématique du parti d'extrême gauche Ligue communiste révolutionnaire, il est candidat aux élections présidentielles de 1969 et de 1974, où il obtient respectivement 1,06 % et 0,37 % des suffrages exprimés.

## Biographie

### Origines, enfance et famille
Alain Krivine naît le 10 juillet 1941 à Paris du mariage de Pierre Léon Georges Krivine (1899-1977), fils d'Albert Meyer Krivine (1869-1946) et de Sarah Frenkel et médecin stomatologiste, et d'Esther Lautman (1906-1981), fille de Sami Lautman et de Claire Lajeunesse et sœur du philosophe des mathématiques et résistant Albert Lautman et du résistant Jules Lautman. Du mariage de Pierre Krivine et d'Esther Lautman sont nés cinq garçons : Gérard, Jean-Michel, Roland, Alain et son frère jumeau Hubert. La famille Krivine est une famille juive d'Ukraine, dont le grand-père Albert, athée et anarchiste, émigre en France entre la fin du XIXe siècle et le début du XXe siècle à l'occasion de pogroms,, tandis que la famille Lautman est juive roumaine et la famille Lajeunesse juive lorraine. Ses parents, « de gauche et votant PCF », résident pendant son enfance à proximité de l'ancien siège du Parti communiste français, carrefour de Châteaudun, dans le neuvième arrondissement.
Pendant l'occupation allemande, il est caché par ses parents à Danizy, dans l'Aisne.
En 1962, Alain Krivine épouse Michèle Martinet, enseignante, fille de Gilles Martinet, directeur de l'AFP (1944-1947), cofondateur, rédacteur en chef et administrateur du Nouvel Obs (1950-1985), député socialiste au Parlement européen (1979-1981), cofondateur du PSU (1960), ambassadeur à Rome (1981-1984) et collaborateur de Michel Rocard à Matignon (1988-1991), et de Iole Buozzi, fille de Bruno Buozzi, syndicaliste italien. Il a deux filles, Nathalie et Florence, et deux petites-filles.

### Débuts en politique
Membre de l'Union des vaillants et vaillantes (l’organisation des pionniers du PCF) «pour des raisons familiales», puis élève au lycée Condorcet et étudiant à la faculté des lettres de Paris, il s’engage en 1956 au Mouvement jeunes communistes de France, organisation de jeunesse du Parti communiste français (PCF) et participe à Moscou au « Festival mondial de la jeunesse démocratique », après avoir été distingué pour un record des ventes de L’Avant-Garde, le journal des jeunesses communistes. Parti « en bon stalinien », il en revient « ébranlé ».
Lors des journées de formation des cadres du PCF à Viroflay, il exprime des divergences importantes sur le rapport Khrouchtchev et se trouve en désaccord avec la ligne du PCF, encore hostile à l'indépendance de l'Algérie,. Par la suite, il continue des études d’histoire en militant parallèlement dans l’Union des étudiants communistes (UEC), et obtient un diplôme d'études supérieures spécialisées (DESS) d'histoire sous la direction de Jacques Droz. Il est nommé maître auxiliaire d’histoire au lycée Voltaire.
Membre de l’UEC après 1958, il est également membre du mouvement clandestin d'obédience trotskiste Jeune Résistance des réseaux de soutien au Front de libération nationale (FLN) durant la guerre d'Algérie, en particulier,.
En réaction au putsch d’Alger du 23 avril 1961, il fonde le FEA (Front étudiant antifasciste), rapidement devenu le Front universitaire antifasciste (FUA), engagé dans l’activisme anti-OAS et la lutte contre l'extrême droite.
Le 23 mars 1962, l’appartement de son père est visé par un attentat, provoquant de lourds dégâts. Il adhère clandestinement à partir de 1961, aux côtés de son frère jumeau, au mouvement trotskiste et à sa Quatrième Internationale et est donc exclu du Parti communiste français en janvier 1966 pour « activité fractionnelle »,.
Sur les cinq frères Krivine, trois sont devenus « trotskistes » : Jean-Michel, Alain et Hubert. Les deux autres, Gérard et Roland, sont restés au Parti communiste et à la CGT.
En avril 1966, il fonde la Jeunesse communiste révolutionnaire (JCR), dont les activités se tournent vers les Comités contre la guerre du Viêt Nam et dans l’organisation et la participation au mouvement contestataire de Mai 68. La JCR est dissoute en juin 1968 par décret gouvernemental pour ses activités, et Alain Krivine est arrêté puis emprisonné le 10 juillet 1968 à la prison de la Santé. Il est libéré en automne et participe à la création, en avril 1969, de la Ligue communiste. Il est parallèlement surveillant à mi-temps au lycée Condorcet à Paris, puis, pendant deux ans, professeur d’histoire-géographie au cours Saint-Louis de Monceau, établissement privé catholique, et à partir du début 1968, secrétaire de rédaction aux éditions Hachette.

### Campagnes présidentielles de 1969 et 1974

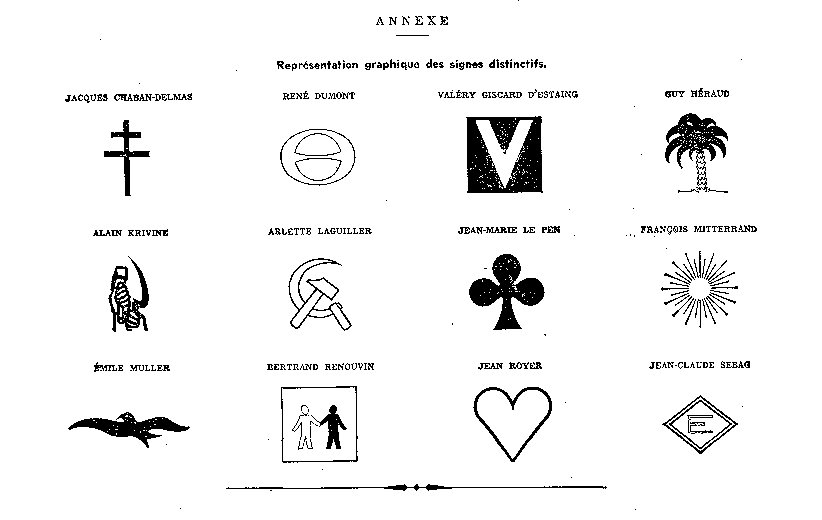
Logos des candidats à l'élection présidentielle de 1974 (celui d'Alain Krivine se trouve au début de la deuxième ligne).

Après la création de la Ligue communiste, Alain Krivine part effectuer son service militaire à Verdun comme 2e classe au 150e régiment d'infanterie. C'est pendant ce service militaire qu'il sera candidat à l'élection présidentielle de 1969, représentant alors la Ligue communiste, située à la gauche du PCF. Son concurrent communiste Jacques Duclos obtiendra la troisième place avec 21,3 % des voix, alors qu'Alain Krivine se contentera de la dernière avec seulement 1,1 %. Au second tour, Georges Pompidou est élu face à Alain Poher. Sa première candidature est donc considérée comme un échec, même si le candidat révolutionnaire déclarait lors de sa campagne : « Le pouvoir n’est pas dans les urnes », dénonçant la « duperie » des élections. Il juge plus tard sévèrement sa première campagne : « Ce que je raconte est inintelligible. Le mec qui bouffait sa soupe à 8 heures du soir et me regardait devait se dire que j’étais fou ». Il revient à Paris où il devient journaliste à Rouge à partir de 1970.
La Ligue communiste (LC) est dissoute par l'État en juin 1973, en raison de violences entre ses militants et des policiers lors des affrontements du 21 juin 1973 à Paris qui ont vu le service d'ordre de la LC attaquer le cordon de police protégeant le meeting à la Mutualité du mouvement d'extrême droite Ordre nouveau, fondé en 1969. 
Cette dissolution oblige les militants de la Ligue communiste à rester clandestins durant deux mois sous le nom de Ligue communiste révolutionnaire. C'est dans ce contexte qu'Alain Krivine se présente de nouveau à l'élection présidentielle, en 1974, où il recueille 0,4 % des voix, nettement derrière la candidate de Lutte ouvrière, Arlette Laguiller (2,3 % des voix).

### Activités après 1974

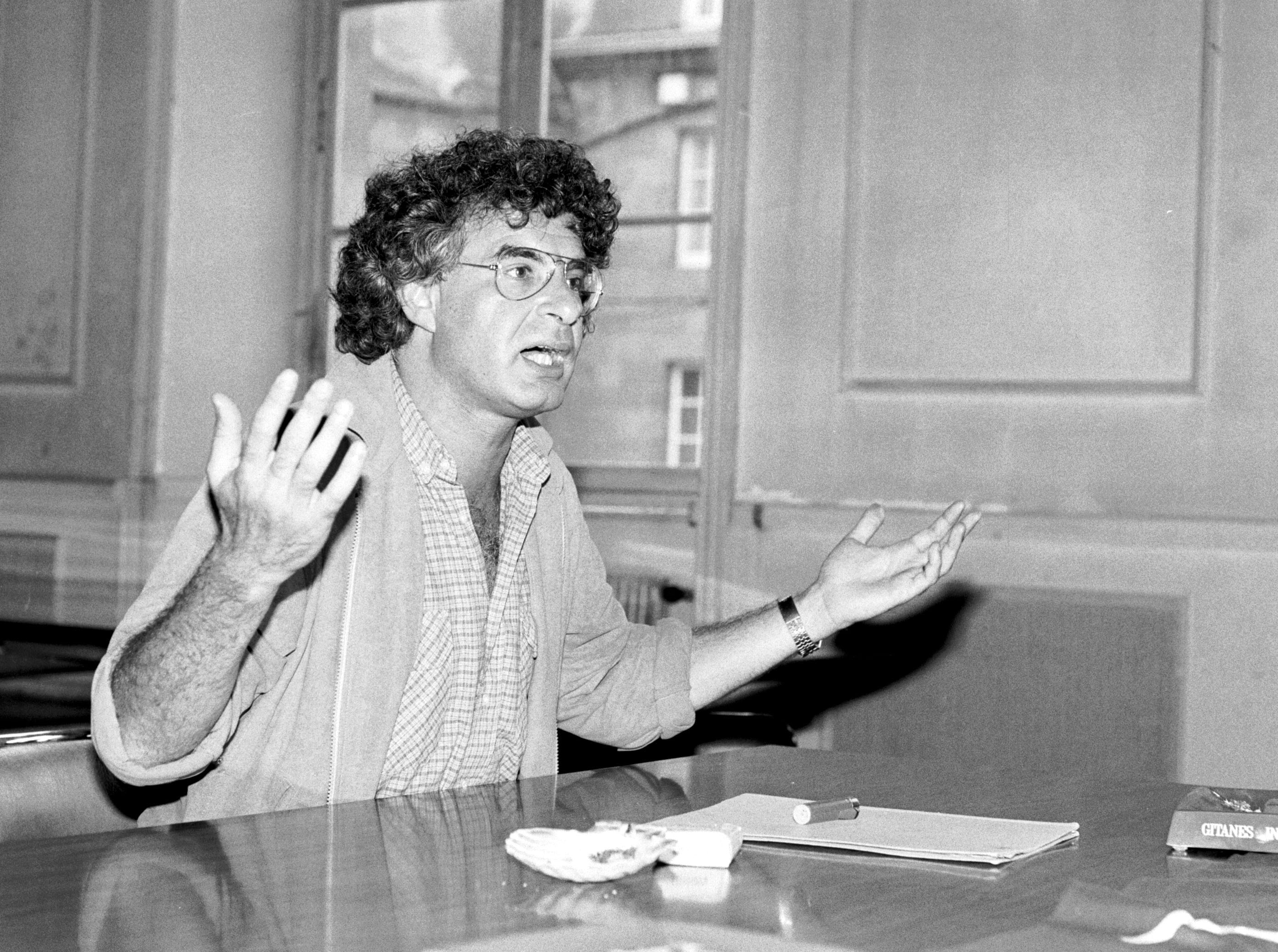
Alain Krivine en 1982.

La Ligue communiste révolutionnaire (LCR) est officiellement créée peu de temps après cette élection présidentielle de 1974 et Alain Krivine devient membre de son bureau politique, le demeurant jusqu'en 2006. Avec elle, il aura participé à de nombreux mouvements et manifestations sur des thèmes très divers (internationalisme, syndicalisme, éducation, féminisme, antiracisme, antifascisme, soutien aux sans-papiers, droit au logement, etc.).
En 1981, il est cosolidaire de la publication Avis de recherche consacrée au soutien des appelés insoumis au service militaire.
En 1981, la LCR souhaite présenter Alain Krivine une troisième fois comme candidat à l'élection présidentielle. Elle ne parvient cependant pas à obtenir les 500 signatures nécessaires pour qu'il soit candidat. Il appelle alors, au nom de son mouvement, à voter au premier tour pour l'un des quatre candidats des partis « ouvriers » : Arlette Laguiller (LO), Huguette Bouchardeau (PSU), Georges Marchais (PC) ou François Mitterrand (PS).
En 1988 et 1995, il ne se porte pas candidat aux élections présidentielles, la LCR se ralliant en 1988 au candidat dissident du PCF Pierre Juquin, et en 1995 en appelant à voter indifféremment pour Dominique Voynet (Les Verts), Robert Hue (PCF) ou Arlette Laguiller (LO).
En 2002 et 2007, il participe activement à la campagne présidentielle d'Olivier Besancenot, nouveau visage de la Ligue communiste révolutionnaire.

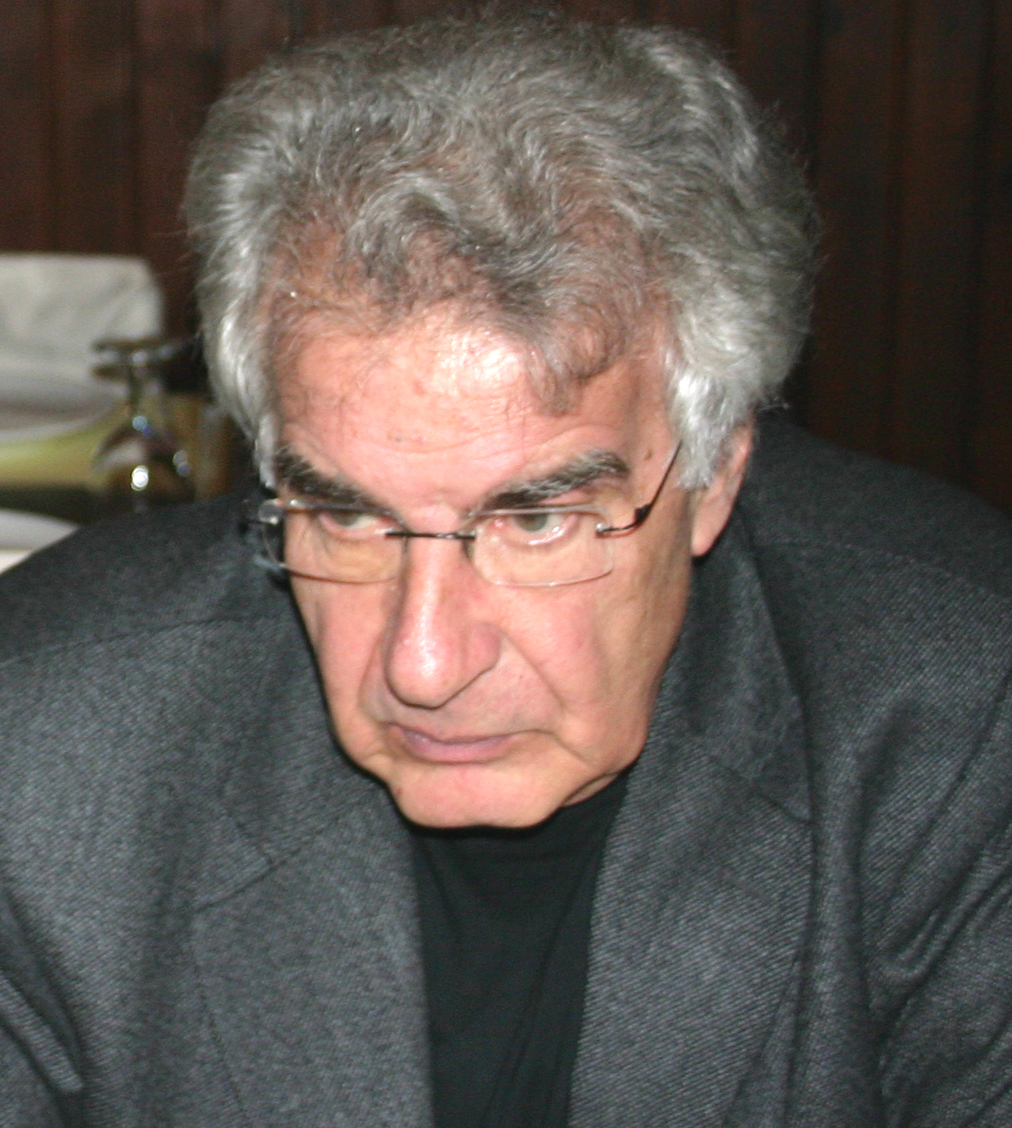
Alain Krivine en 2005.

Aux côtés d'Olivier Besancenot et de Roseline Vachetta, il reste (malgré sa démission du bureau politique, ayant pris sa retraite) l'un des trois porte-parole de la LCR jusqu'à sa dissolution début 2009. Il joue aussi un rôle important à la direction de la Quatrième Internationale (SU) et participe activement à la création du Nouveau Parti anticapitaliste, dont il devient membre du premier conseil politique national, sans pour autant participer à l'exécutif.

### Mort
Alain Krivine, qui résidait à Saint-Denis, meurt à Paris le 12 mars 2022, à l'âge de 80 ans. Ses obsèques se tiennent le 21 mars au crématorium du cimetière du Père-Lachaise en présence de nombreuses figures de la gauche et de la gauche radicale, telles que Jean-Luc Mélenchon, Adrien Quatennens, Alexis Corbière, Gérard Filoche, Philippe Poutou et Olivier Besancenot. Ses cendres sont ensuite inhumées au cimetière des Batignolles (division 4).

## Récapitulatif des mandats, fonctions et candidatures
- 1958-1965 : membre du Comité national de l'Union des étudiants communistes de France et secrétaire de la Sorbonne.
- 1966 : fondateur de la Jeunesse communiste révolutionnaire, dissoute par le gouvernement en 1968.
- 1969 : fondateur de la Ligue communiste, dissoute par le gouvernement en 1973.
- 1969 : candidat de la Ligue communiste à l'élection présidentielle (239 106 voix, soit 1,06 % des suffrages, 7e et dernier)[1].
- 1974 : candidat du Front communiste révolutionnaire à l'élection présidentielle (93 990 voix, soit 0,37 % des suffrages, 9e sur 12 candidats)[1].
- 1974 : fondateur de la Ligue communiste révolutionnaire.
- 1999-2004 : député européen, élu sur la liste LO-LCR.
- 2006 : départ à la retraite et démission du bureau politique de la LCR, mais reste l'un de ses trois porte-paroles jusqu'à sa dissolution en 2009.

## Résultats électoraux

### Élection présidentielle
| Année | Parti | Parti | 1er tour | 1er tour | 1er tour | 1er tour |
| Année | Parti | Parti | Voix     | %        | Rang     | Issue    |
| ----- | ----- | ----- | -------- | -------- | -------- | -------- |
| 1969  |       | LC    | 239 104  | 1,06     | 7e       | Éliminé  |
| 1974  |       | FCR   | 93 990   | 0,37     | 9e       | Éliminé  |

## Publications
- La Farce électorale, Éditions du Seuil, 1969
- Questions sur la révolution (entretiens avec Roland Biard), Éditions Stock, 1973
- Sur le pont. Souvenirs d'un ouvrier trotskiste breton, André Fichaut, Éditions Syllepse, 2003  (ISBN 284797069X)
- Ça te passera avec l'âge, Flammarion, 2006, mémoires[3]

### Articles
- Tous les articles d'Alain Krivine disponibles sur le site La Brèche numérique
- Mustapha Saha, « Alain Krivine au paradis des soixante-arts », regards.fr, 14 mars 2022.

### Radio
- « Alain Krivine, l'engagé » – série de podcasts à écouter, France Culture, À voie nue par Sandrine Treiner, décembre 2001

### Documentaire
- Jeanne Lefèvre, voix-off : Romane Bohringer, Alain Krivine : une vie en rouge, producteur : Tancrède Ramonet, 2022, 55 min [présentation en ligne].